# 绍代普雷
绍德普雷（法語：Chaux-des-Prés，法語發音：[ʃo de pʁe]）是法国汝拉省的一个市镇，属于圣克洛德区。2016年，绍德普雷与市镇普雷诺韦勒合并为新市镇楠谢，绍德普雷为新市镇行政中心。

## 地理
绍德普雷（46°30'27"N, 5°52'1"E）面积7.79 平方千米，位于法国勃艮第-弗朗什-孔泰大區汝拉省，该省份为法国东部内陆省份，北起上索恩省，西北接科多尔省，西临索恩-卢瓦尔省，南至安省，东与杜省和瑞士接壤。
与绍德普雷接壤的市镇（或旧市镇、城区）包括：拉里克苏斯、普雷诺韦勒。
绍德普雷的时区为UTC+01:00、UTC+02:00（夏令时）。

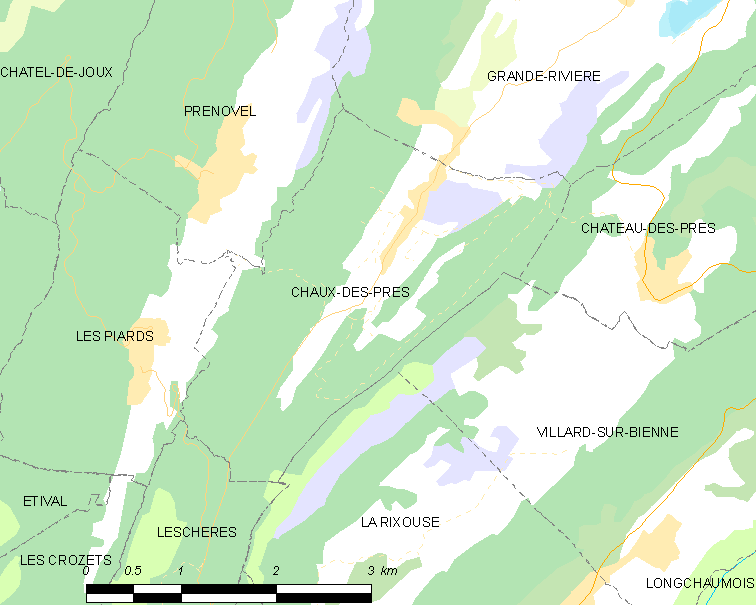
绍德普雷的OSM定位图

## 行政
绍德普雷的邮政编码为39150，INSEE市镇编码为39130。

## 政治
绍德普雷所属的省级选区为圣洛朗昂格朗沃县。

## 人口

1962-2008年间绍德普雷人口变化图示

绍德普雷于2013时的人口数量为180人。